# John M. Riddle
John M. Riddle (Lancaster, 1937) è un docente emerito statunitense di storia, dell'Università della Carolina del Nord, specializzato in storia della medicina.

## Biografia
Riddle si è specializzato in storia della farmacologia, in particolare del periodo classico e medievale, sulla base delle precedentemente sottoutilizzate fonti antiche e medievali. Il suo metodo è quello di disegnare la comprensione della moderna medicina, farmacia e chimica, interpretare i testi e scoprire la razionalità della medicina antica. È uno dei massimi esperti di Dioscoride. Egli ha dimostrato, ad esempio, che Dioscoride organizzò la sua presentazione dei farmaci seguendo il concetto di affinità, in base alla loro azione fisiologica sul corpo. Così, se un medico non aveva un particolare farmaco, poteva utilizzare il farmaco precedente o successivo presente nell'elenco.
Egli è noto per aver sostenuto che le donne, già dall'antichità classica, passando per il medioevo e per l'era moderna, hanno utilizzato erbe che producono l'aborto come metodo per regolare la fertilità.

## Riconoscimenti
Nel 1987 è stato insignito della International Urdang Medal per le sue opere sulla storia della medicina e della farmacia e nel 1988 è divenuto membro dell'Institute for Advanced Study della Princeton University.

## Opere
- Marbode of Rennes' De Lapidibus: Considered as a Medical Treatise with Text, Commentary, and C.W. King's Translation, Together with Text and Translation of Marbode's Minor Works on Stones (Steiner, Sudhoffs Archiv, 1977)
- Dioscorides on Pharmacy and Medicine (University of Texas press, 1986)
- Contraception and Abortion from the Ancient World to the Renaissance (Cambridge, MA: Harvard University Press, 1992)
- Quid pro quo: Studies in the History of Drugs (Aldershot: Variorum, 1992)
- Eve's Herbs: A History of Contraception and Abortion in the West (Cambridge, MA: Harvard University Press, 1997)
- A History of the Middle Ages, 300-1500 (Lanham: Rowman and Littlefield, 2008)
- Goddesses, Elixirs, and Witches: Plants and Sexuality Throughout Human History  (Palgrave Macmillan, 2010)
- Dioscorides on Pharmacy and Medicine  (University of Texas press, 2011)